# Los Peñascos
Los Peñascos es una pedanía de San Pedro del Pinatar. Se trata de una pedanía que ha experimentado un gran crecimiento al construirse gran cantidad de viviendas en las proximidades del parque natural de las Salinas y Arenales de San Pedro del Pinatar del que se encuentra separado por una carretera.

## Algunas imágenes

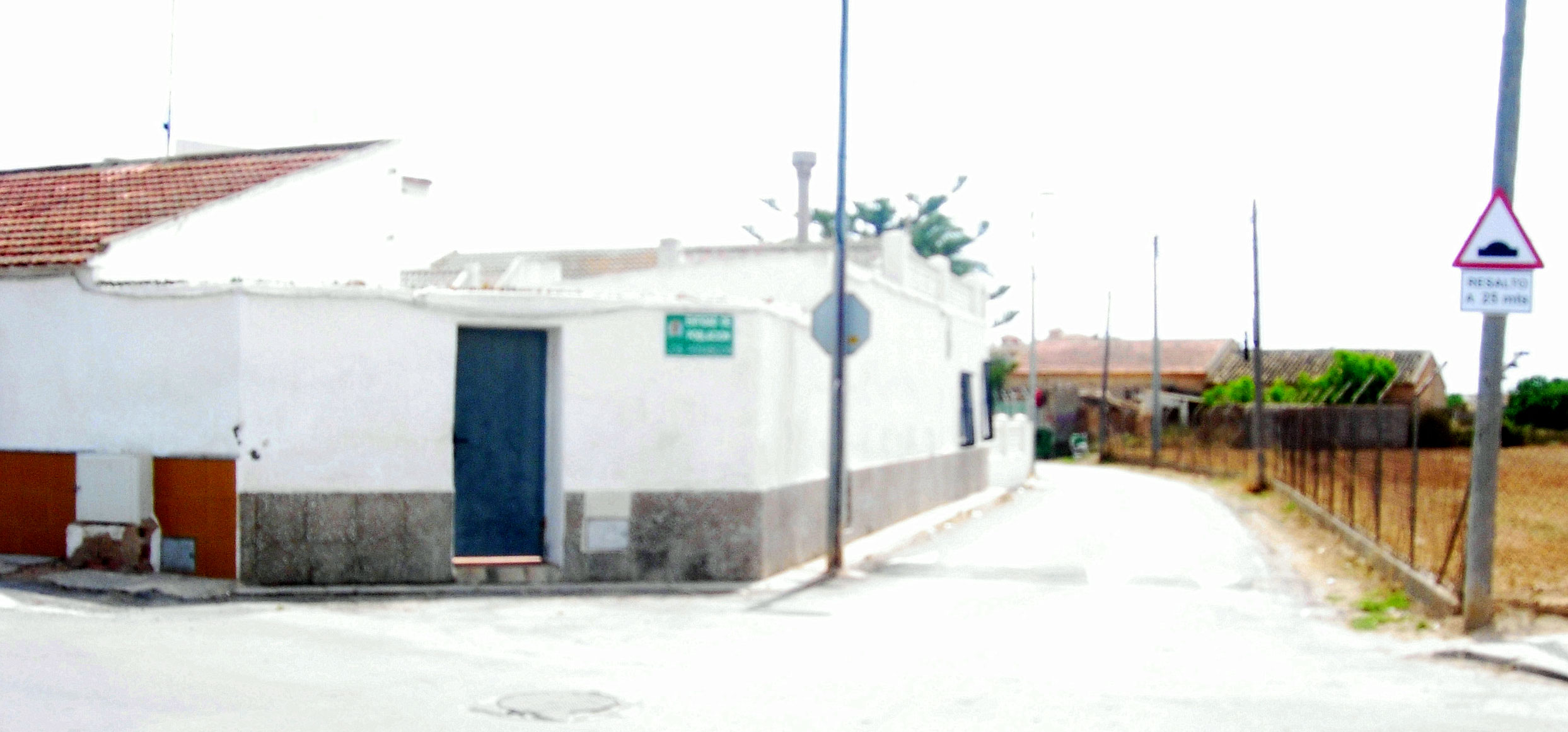
Vista de una entrada a la pedanía.
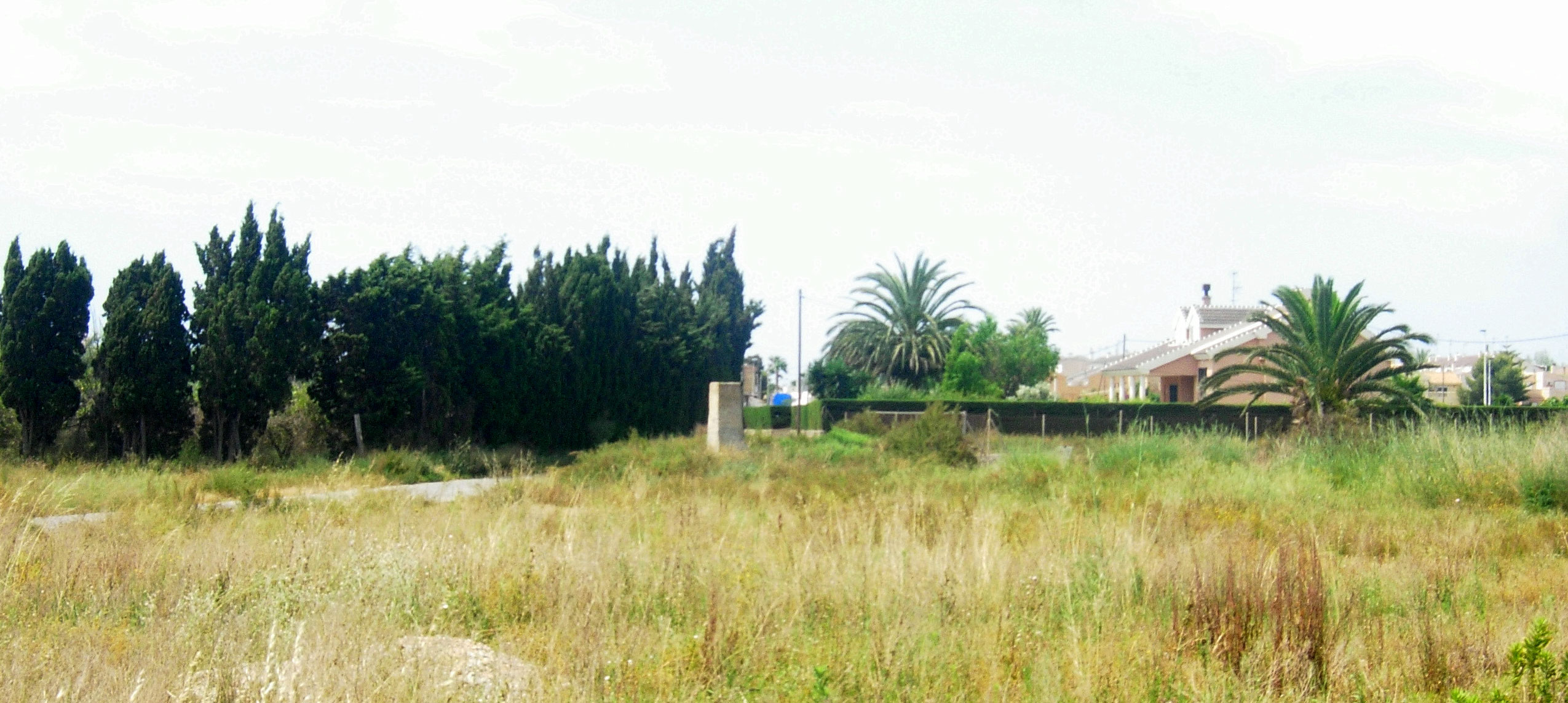
Vista parcial.